# 254 Dywizja Piechoty (III Rzesza)
254 Dywizja Piechoty (niem. 254. Infanterie-Division) – niemiecka dywizja z czasów II wojny światowej, sformowana w Dortmundzie na mocy rozkazu z 26 sierpnia 1939 roku, w 4. fali mobilizacyjnej w VI Okręgu Wojskowym.

## Struktura organizacyjna
- Struktura organizacyjna w sierpniu 1939 roku:

454., 474. i 484. pułk piechoty, 254. pułk artylerii, 254. batalion pionierów, 254. oddział rozpoznawczy, 254. oddział przeciwpancerny, 254. oddział łączności, 254. polowy batalion zapasowy;
- Struktura organizacyjna w maju 1943 roku:

82. grupa dywizyjna (158. i 166. grupa pułkowa), 454. i 484. pułk grenadierów, 254. pułk artylerii, 254. batalion pionierów, 254. batalion fizylierów, 254. oddział przeciwpancerny, 254. oddział łączności, 254. polowy batalion zapasowy;
- Struktura organizacyjna w lipcu 1944 roku:

454., 474. i 484. pułk grenadierów, 254. pułk artylerii, 254. batalion pionierów, 254. batalion fizylierów, 254. oddział przeciwpancerny, 254. oddział łączności, 254. polowy batalion zapasowy;

## Dowódcy dywizji
- Generalleutnant Fritz Koch 26 VIII 1939 – 30 IV1940;
- Generalleutnant Walter Behschnitt 30 IV 1940 – 22 III 1941;
- General Friedrich Köchling 22 III 1941 – 5 IX 1942;
- Generalmajor Hellmuth Reymann 5 IX 1942 – 19 XI 1942;
- General Friedrich Köchling 19 XI 1942 – 16 VIII 1943;
- Generalleutnant Alfred Thielmann 16 VIII 1943 – 20 III 1944;
- Generalmajor Richard Schmidt 31 XII 1944 – 8 V 1945;